# Sing, Sing, Sing
Sing, Sing, Sing (With a Swing) ist eine Komposition von Louis Prima aus dem Jahr 1936, die insbesondere in der Coverversion von Benny Goodman zum Jazzstandard wurde.

## Entstehungsgeschichte
Der in New Orleans geborene Louis Prima war Jazztrompeter, der seit dem Jahr 1934 mit einer zunächst 5-köpfigen Band namens New Orleans Gang auftrat. Die Besetzung der Band schwankte später zwischen fünf und zwölf Mitgliedern und war größerer Fluktuation unterworfen. Im November 1934 erhielt Prima bei Brunswick Records seinen ersten Plattenvertrag. Ab März 1935 trat er mit der Gang im berühmten New Yorker Famous Door-Club auf. Nach 16 Singles für Brunswick, von denen nur drei mit mäßigem Erfolg in die Pop-Hitparade kamen, wurde der Swing-Titel Sing, Sing, Sing (With a Swing) am 28. Februar 1936 aufgenommen.
Die Besetzung bestand aus Prima (Trompete und Gesang), Larry Altpeter (Trompete), Eddie Miller (Klarinette/Tenorsaxophon), Frank Pinero (Piano), Garrett McAdams (Gitarre), Jack Ryan (Kontrabass), Joe Cataline (Tenorsaxophon) und George Pemberty (Schlagzeug). Die Single wurde im März 1936 als Brunswick #7628 veröffentlicht, verfehlte jedoch wie die meisten bisherigen Platten die Hitparade. Ursprünglich war seine Komposition mit Sing Bing Sing betitelt, eine Anspielung auf Bing Crosby. Um ihr vielseitigere Verwendung zu ermöglichen, benannte er sie in Sing, Sing, Sing (With a Swing) um. Kurz danach wechselte die Band im Oktober 1936 zu Vocalion Records. Diese Version verbesserte den Hintergrundklang und wurde vom Publikum akzeptiert.

## Coverversionen
Eine erste Coverversion stammte von Fletcher Henderson, der seine Version von Sing, Sing, Sing am 4. August 1936 aufnahm, die ebenso wenig in die Hitparaden kam wie die Country-Version der Hilltoppers vom 8. Oktober 1936 oder die von Willie Lewis & His Entertainers am 15. Oktober 1936 in Paris aufgenommene Fassung.

Benny Goodman – Sing, Sing, Sing (Studioversion)

Benny Goodman (Klarinette) nahm den Titel erstmals mit 14 Leuten in New York am 6. Juli 1937 im Tonstudio auf, unter anderen mit Harry James, Chris Griffin und Ziggy Elman (Trompete), Hymie Shertzer und George Koenig (Altsaxophon), Red Ballard und Murray McEachern (Posaune), Gene Krupa (Schlagzeug), veröffentlicht im August 1937 als Parts I & II (Victor #36205). Die Aufnahme dauerte 8 Minuten und 43 Sekunden und nahm beide Seiten einer 12-Zoll 78er-Schallplatte ein. Mundys Arrangement schloss außer Primas Komposition auch den Titel Christopher Columbus mit ein, das ursprünglich von Chu Berry für die Band von Fletcher Henderson geschrieben worden war. Diese Coverversion hatte keinen Text, was sie zu einer leicht veränderten, reinen Instrumentalversion macht.
Aber nicht diese Fassung machte den Song berühmt. Unsterblich und zum Jazzstandard wurde er erst durch das berühmte Live-Konzert von Benny Goodman am kalten Abend des 16. Januar 1938 in der New Yorker Carnegie Hall. Goodman ging ein großes Risiko ein, denn Swing-Bands spielten in Tanzklubs. Es war das erste Mal, dass eine Swing-Band in der überwiegend für klassische Musik genutzten Carnegie-Hall auftrat; Jazzkonzerte fanden hier nur selten statt. Das Vorhaben stellte sich als großer Erfolg heraus, denn bereits Wochen vor dem Konzert waren alle 2.760 Plätze ausverkauft. Hier präsentierte er den Titel als letzten von 22 Songs und einer Jam-Session in einer ausgedehnten Fassung, arrangiert von Jimmy Mundy, erneut als Parts I & II (Victor #25796).
Das speziell für das Schlagzeug geschriebene Stück erlaubt Gene Krupa, der das Stück einleitet, ausgedehnte Tomtom-Soli. Auch andere Mitglieder haben ausreichend Gelegenheit zum Solo, so etwa Jess Stacy mit seinem kontrapunktiven und nahezu pastoralen Piano-Solo, das er zunächst mit einer nicht zum Song gehörenden Tonfolge einleitet und dann aber über Improvisation zum Arrangement zurückkehrt. Tenorsaxophonist Babe Russin und Trompeter Harry James stellen sich swingend vor, und schließlich bildet Goodmans intensives Klarinettensolo die Abrundung zu einer über 12 Minuten dauernden Vorführung mit einem Forte-Finale.
Albert Marx ist zu verdanken, dass das legendäre Konzert – mit lediglich drei Mikrophonen – aufgezeichnet wurde. Ohne vorherige Abmischung wurde der Live-Sound über eine rundfunktüchtige Telefonleitung zum CBS-Kontrollraum geleitet, von wo es zum Artist’s Recording Studio (Inhaber Harry Smith) übergeleitet wurde. Die Speicherschallplatten waren auf 8:45 min. begrenzt, sodass ein zweites Tonstudio (Universal Recording Studio von Raymond Scott) für den Rest eingeschaltet werden musste. Obwohl nach Veröffentlichung im April 1938 mit einem siebten Rang in der Pop-Hitparade nicht der größte Hit für Goodman, wird der Titel seither mit Goodmans Band assoziiert, inzwischen mit der Big-Band- und Swing-Ära identifiziert und gilt als einer ihrer „absoluten Höhepunkte“. Diese Live-Version galt lange Zeit als die definitive Aufnahme des Stücks. „Die Vitalität und Perfektion dieser Aufnahme brachte es mit sich, dass das Stück erst einmal einige Jahrzehnte lang kaum gecovert wurde“. Solist Harry James schied aus der Goodman-Band kurz nach dieser Aufnahme angeblich deswegen aus, weil das Stück immer am Ende der Konzerte gespielt wurde und es sehr schwer war, zu diesem Zeitpunkt noch die erforderliche Kondition für das Solo aufzubringen.
Ein technisch aufgebesserter Mitschnitt wurde auf der überhaupt ersten Doppel-LP im November 1950 veröffentlicht, die als eine der ersten LPs mit über einer Million verkauften Exemplaren gilt. Seit November 1999 besteht eine digitalisierte CD-Fassung, die beinahe alle akustischen Mängel der vorherigen Tonträger eliminiert.

## Statistik und weitere Coverversionen
Komponist Louis Prima hat 129 Songs bei ASCAP urheberrechtlich registrieren lassen, Sing ist mindestens 49 Mal gecovert worden. Der National Public Radio-Liste zufolge gehört der Song zu den 100 bedeutendsten Titeln des 20. Jahrhunderts.

### Neu-Interpretationen des Titels
Seit Benny Goodmans Aufnahme des Titels wurde er von Künstlern der Unterhaltungsmusik übernommen wie u. a. von Henry Mancini (August 1960) oder Anita O’Day, aber nur vereinzelt von Jazzmusikern wie Gene Krupa, der zur Goodman-Version viel beigetragen hatte. Inspiriert durch die Carnegy-Hall-Version entwickelte Jon Hendricks im August 1990 den Text von Louis Prima für sein Album Freddie Freeloader weiter. An neueren Bigband-Einspielungen sind die von Peter Herbolzheimer (November 2000), Erich Kunzels Cincinnati Pops Orchestra (Oktober 1994) und der GRP All Star Big Band zu nennen. Die Vibraphonisten Terry Gibbs (1986), Peter Appleyard (1990, mit Bucky Pizzarelli) und Gary Burton (1992, mit Eddie Daniels) haben verdeutlicht, dass der Titel auch für kleine Besetzungen geeignet ist. In der Avantgarde wurde das Stück von den Bloomdaddies ebenso aufgegriffen wie von Yosuke Yamashita (der 1986 auf die Trommlergruppe von Kodō zurückgriff). Das Stück wird im Zuge des Swing-Revivals wieder verstärkt aufgegriffen; weiterhin zu nennen sind Aufnahmen von Lee Press-On & the Nails und von Seamus Blake.

### Verwendung des Songs in Filmen
Der Titel fand inzwischen in zahlreichen Kino- und Fernsehfilmen Verwendung, erstmal 1936 in dem Film Der dünne Mann (Teil 2): Nach dem dünnen Mann. Am 2. Februar 1956 wurde er in dem biographischen Film Die Benny Goodman Story in einer Nachstellung des triumphalen Carnegie-Hall-Konzerts von 1938 gespielt. Der deutsche documenta-Künstler und frühere Tänzer Harry Kramer choreographierte 1963 auf die Langversion des Stücks den 9-minütigen Kurzfilm Die Sackgasse (Kamera: Wolfgang Ramsbott), ausgezeichnet als besonders wertvoll. Die Originalversion inspirierte später zum King Louis in Walt Disneys Das Dschungelbuch (1967).
Viele der Musiker der Swing-Ära interpretierten ihn dann im Dezember 1979 in dem Film All That Jazz. Peter Bogdanovich verwendete den Song in Sie haben alle gelacht (1980); Woody Allen nahm ihn mehrmals in seine Filmmusiken auf und zwar „immer, wenn er in seinen Filmen die pulsierende Vielfalt ›seiner‹ Großstadt zeigen will“, erstmals 1989 in seinem Beitrag für New Yorker Geschichten in der Episode Ödipus Ratlos, 1993 in dem Film Manhattan Murder Mystery und 1997 für Harry außer sich in der Höllenszene; Allen greift dabei immer auf Goodmans Version aus der Carnegie Hall zurück. Der Song war auch Bestandteil der Filme Swing Kids (1993) und Die Maske (1994). 2002 war er in Martin Scorseses Gangs of New York zu hören, 2003 als Titelmelodie in Stephen Frys Komödie Bright Young Things.
Verwendung fand der Song außerdem in dem Computerspiel Nintendo GameCube Donkey Konga und Xbox-Live-Spiel Outpost Kaloki X (2006) sowie in zahlreichen Folgen der Zeichentrickserie The Simpsons von 1994 bis 2009.